# Fluorén
A fluorén vagy 9H-fluorén policiklusos aromás szénhidrogén. Fehér kristályos anyag, jellegzetes, aromás, a naftalinéra emlékeztető szaggal. Éghető. Ibolya színnel fluoreszkál, nevét innen kapta. Iparilag kőszénkátrányból állítják elő. Vízben nem, de számos szerves oldószerben oldódik.

## Előállítása, szerkezete és reakciói
Bár kőszénkátrányból nyerik, de előállítható a difenilmetán dehidrogénezésével is, vagy a fluorenon cinkkel történő redukciójával. Molekulája közel sík alkatú, a két benzolgyűrű diéderes szöge 1-3°, de egy síkban vannak a központi 9-es szénatommal.

### Savassága
A fluoréngyűrű 9-es szénatomjához kapcsolódó hidrogén gyengén savas (pKa = 22,6 DMSO-ban). Deprotonálódása révén aromás szerkezetű, intenzív narancssárga színű, stabil C13H−9 fluorenil anion keletkezik, mely nukleofil sajátságú. Elektrofilek a 9-es pozícióba történő addícióval reagálnak. A fluorén tisztításakor kihasználják a savas jellegét és hogy nátriumszármazéka szénhidrogén oldószerekben kevéssé oldódik.
A 9-es szénatom mindkét protonja eltávolítható. Például 9,9-fluorenildikáliumot lehet előállítani fluorén fémkáliumos reakciójával forrásban lévő dioxánban.

### Ligandum
A fluorén és származékai deprotonálva a ciklopentadienidhez hasonló ligandumokat adnak.

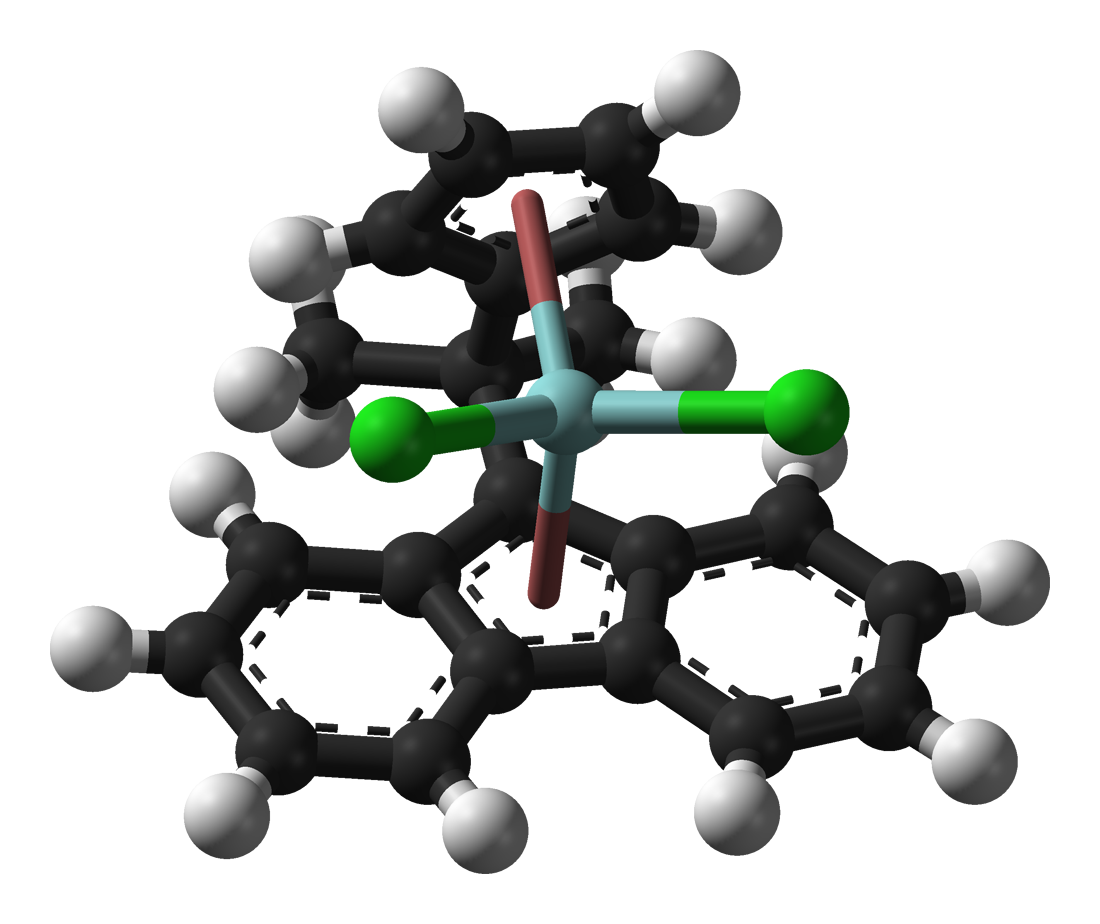
Fluorénből származtatható, szindiotaktikus polipropilén előállításához használható prekatalizátor

## Felhasználása
A fluorénszármazékok gyártásának kiindulási anyaga, magát a fluorént kevés célra alkalmazzák. Oxidációjával fluorenon keletkezik, melyből nitrálással iparilag fontos származékok nyerhetők. A fluorén-9-karbonsavat gyógyszerek gyártásához használják. A 9-fluorenilmetil-kloroformátot (Fmoc klorid) a peptidszintézisek során az aminok 9-fluorenilmetil-karbamát (Fmoc) csoporttal történő védésére használják.
A polifluorén polimerek (melyekben – két hidrogén kiváltásával – az egyik egység 7-es szénatomja a következő egység 2-es szénatomjához kapcsolódik) elektromosan vezető és elektrolumineszcens anyagok, melyek OLED-ekben luminofórként történő alkalmazására számos kutatást végeztek.
A cikloprofén nevű nem szteroid gyulladáscsökkentő fluorénből gyártott 2-arilpropánsav származék.

### Fluorén festékek
A fluorén festékek legtöbbjét az aktív metiléncsoport és karbonilvegyületek közötti kondenzációs reakcióval állítják elő. A 2-aminofluorén, a 3,6-bisz-(dimetilamino)fluorén és a 2,7-dijódfluorén a festékek prekurzorai.

## Fordítás
- Ez a szócikk részben vagy egészben  a   Fluorene című angol Wikipédia-szócikk ezen változatának fordításán alapul.  Az eredeti cikk szerkesztőit annak laptörténete sorolja fel. Ez a jelzés csupán a megfogalmazás eredetét és a szerzői jogokat jelzi, nem szolgál a cikkben szereplő információk forrásmegjelöléseként.